# Karanggintung (Sumbang)
Karanggintung is een bestuurslaag in het regentschap Banyumas van de provincie Midden-Java, Indonesië. Karanggintung telt 3974 inwoners (volkstelling 2010).